# Lilian Camberabero
Lilian Camberabero (Saubion, 12 luglio 1937 – Lione, 29 dicembre 2015) è stato un rugbista a 15 francese, tra i protagonisti del primo Grande Slam della Francia al Cinque Nazioni.

## Biografia
Cresciuto nel rugby a Saint-Vincent-de-Tyrosse, non lontano da Saubion, sua città di nascita, insieme a suo fratello Guy, con quest'ultimo si trasferì a La Voulte-sur-Rhône, cittadina nel cui club i due Camberabero formarono una coppia mediana (Lilian di mischia, Guy apertura) che nel 1970 diede un grosso contributo alla conquista del titolo francese, il primo e l'unico del La Voulte.
Sempre insieme al fratello disputò diversi match in Nazionale, nella quale esordì nel 1964 contro la Romania; prese parte ai Cinque Nazioni 1965, 1966 e vinse quelli del 1967 e 1968, che coincise anche con il primo Grande Slam della Francia nel torneo.
L'11 febbraio 1967, a Colombes, la Francia batté l'Australia 20-14; l'intero score fu realizzato dai Camberabero (Guy 17, Lilian 3).
Lilian Camberabero è zio dell'ex internazionale Didier Camberabero, figlio di suo fratello Guy.
I due fratelli sono autori di un libro sul rugby, Le mot de passe (1971).
A fine 2015 Lilian Camberabero è morto a Lione a causa di un tumore al fegato.

## Palmarès
- Campionati francesi: 1
La Voulte: 1969-70